# Ernesto Gutiérrez
Ernesto Gutiérrez Bocono (ur. 9 listopada 1925  – zm. 9 grudnia 2006) – piłkarz argentyński noszący przydomek Ché, pomocnik.
Urodzony w Buenos Aires Gutiérrez karierę piłkarską rozpoczął w 1944 roku w klubie Ferro Carril Oeste, w którym grał do 1946 roku, po czym w 1947 roku przeszedł do drużyny Racing Club de Avellaneda.
Jako piłkarz klubu Racing wziął udział w turnieju Copa América 1947, gdzie Argentyna trzeci raz z rzędu zdobyła tytuł mistrza Ameryki Południowej. Gutiérrez zagrał tylko w jednym meczu - z Kolumbią.
Razem z Racingiem trzy razy z rzędu zdobył tytuł mistrza Argentyny - w 1949, 1950 i 1951 roku.
Wciąż jako piłkarz klubu Racing wziął udział w turnieju Copa América 1955, gdzie Argentyna zdobyła tytuł mistrza Ameryki Południowej. Gutiérrez zagrał we wszystkich pięciu meczach - z Paragwajem, Ekwadorem, Peru (w 73 minucie zmienił Gilberto Solę), Urugwajem i Chile.
Będąc nadal graczem Racingu wziął udział w turnieju Copa América 1956, gdzie Argentyna została wicemistrzem Ameryki Południowej. Gutiérrez zagrał we wszystkich pięciu meczach - z Peru, Chile, Paragwajem, Brazylią i Urugwajem.
Po zakończonych mistrzostwach kontynentu wyjechał za ocean, gdzie w latach 1956–1958 grał w hiszpańskim klubie Celta Vigo. Łącznie w klubie Celta rozegrał 29 meczów i zdobył 2 bramki.
Po powrocie do ojczyzny Gutiérrez zakończył karierę w klubie Argentinos Juniors. W lidze argentyńskiej rozegrał 278 meczów (w tym 223 mecze w Racingu) i zdobył trzy bramki (wszystkie w Racingu), natomiast w reprezentacji Argentyny w latach 1947–1956 wystąpił 23 razy.